# Sinophorus neofurus
Sinophorus neofurus är en stekelart som beskrevs av Sanborne 1984. Sinophorus neofurus ingår i släktet Sinophorus och familjen brokparasitsteklar. Inga underarter finns listade i Catalogue of Life.